# Świątynia Yunju
Świątynia Yunju (chin. upr. 云居寺, chin. trad. 雲居寺, pinyin Yúnjū Sì) – świątynia buddyjska znajdująca się w dystrykcie Fengshan na obszarze miasta wydzielonego Pekin, około 70 kilometrów na południowy zachód od centrum miasta. Świątynia słynie ze znajdujących się w niej 14 278 kamiennych stel, na których wyryto tekst Tripitaki - kanonu pism buddyjskich. Stanowi ważne miejsce buddyjskiego kultu; co roku ósmego dnia czwartego miesiąca chińskiego kalendarza obchodzone jest tu święto z okazji urodzin Buddy Siakjamuniego.
Świątynia, zajmująca powierzchnię 70 000 m², została założona w 605 roku. Pierwotnie składała się z dwóch odrębnych części: górnej i dolnej. Świątynia górna nie dotrwała do naszych czasów i zachowały się jedynie jej ruiny, a obecna świątynia Yunju to świątynia dolna. Składa się ona z pięciu dziedzińców. Świątynia została poważnie zniszczona przez Japończyków w 1942 roku. Odbudowano ją w latach 1984–1991.
W północnej części świątyni znajduje się wybudowana między 1111 a 1120 rokiem 30-metrowa stupa. Otoczona jest 3-metrowymi wieżyczkami wzniesionymi w latach 711-727. Podobna stupa znajdowała się niegdyś w południowej części świątyni, jednak nie zachowała się ona do dzisiejszych czasów.
Kamienne stele umieszczone są w dziewięciu grotach góry Shijing, znajdujących się kilometr drogi na wschód od świątyni. Ich spisywanie rozpoczął w 605 roku mnich Jing Wan. Na tablicach, gromadzonych kolejno w czasach dynastii Sui, Tang, Liao, Jin, Yuan i Ming, wyryto 1 122 buddyjskich ksiąg w 3 572 woluminach. Dla zwiedzających otwarta jest tylko jedna grota, Leiyin, w której znajduje się 4 196 stel. Podtrzymujące sklepienie groty cztery kamienne filary ozdobiono 1 056 wizerunkami Buddy. 27 listopada 1981 roku w grocie tej odkryto relikwie Buddy. 
W świątyni znajduje się ponadto kolekcja ponad 22 000 sutr spisanych na papierze za czasów dynastii Ming oraz ponad 77 000 sutr wyrytych w drewnie między 1733 a 1738 rokiem.